# Neolepton sulcatulum
Neolepton sulcatulum is een tweekleppigensoort uit de familie van de Neoleptonidae. De wetenschappelijke naam van de soort is voor het eerst geldig gepubliceerd in 1859 door Jeffreys.